# Манц, Линда
Линда Манц (англ. Linda Manz; 20 августа 1961, Нью-Йорк, штат Нью-Йорк, — 14 августа 2020, Палмдейл, штат Калифорния) — американская актриса, популярная в конце 1970-х — начале 1980-х годов. На заре карьеры Линда Манц исполнила несколько главных ролей в фильмах, которые были признаны культовыми и получили широкое признание критиков, после чего внезапно практически завершила карьеру в кинематографе.

## Ранние годы
Линда Манц родилась 20 августа 1961 года в Нью-Йорке. Отец девочки бросил семью до её рождения, после чего более не появлялся в её жизни. Линда и её мать проживали в районе Манхеттена под названием Верхний Манхэттен. Мать Линды работала уборщицей в одном из офисов, расположенных в башнях Всемирного торгового центра. Семья испытывала материальные трудности, а детство Линды прошло в социально-неблагополучной обстановке. Линда не испытывала интереса к учебному процессу и предпочитала большую часть свободного времени проводить на улице среди молодых людей, представителей различных субкультур которые вели маргинальный образ жизни. Из-за хронической неуспеваемости и прогулов Линда Манц в детстве сменила несколько школ, состояла в конфликте со своей матерью, часто сбегала из дома и по несколько недель отсутствовала, ночуя у друзей, знакомых и в приютах для бездомных. По совету своей матери в начале 1970-х Манц стал посещать одну из академий исполнительских искусств в Нью-Йорке, где обучали актёрскому мастерству и танцам. В 1976 году в академии появилась Барбара Л. Клэман, директор по кастингу, которая искала кандидаток на роль в новом фильме режиссёра Теренса Малика «Дни жатвы». Узнав об этом, Манц, которая обладала невысоким ростом и субтильным телосложением, без предупреждения явилась в офис Барбары Клэман с сигаретой в зубах, вызвав тем самым разительный контраст между манерами своего поведения и своим внешним видом, так как она не выглядела на свой возраст. Будучи под впечатлением, Барбара Клэман одобрила её кандидатуру, после чего Линда Манц была утверждена на роль Линды, несовершеннолетней уличной сироты, которая присоединяется к своему старшему брату и его возлюбленной, когда они бегут из Чикаго в 1916 году и находят работу, а затем убежище у богатого техасского фермера.

## Кинокарьера
В 1976 году Линда Манц покинула Нью-Йорк и вместе со съёмочной группой отправилась в Канаду, где преимущественно проходили съемки фильма. Первоначально, роль Манц в фильме была амного меньше, чем в окончательном варианте. Теренс Малик был настолько впечатлен игрой актрисы, что в течение съёмок несколько изменил сценарий фильма и добавил в него несколько сцен с участием Линды, после чего попросил её своим голосом в фильме вести повествование о событиях за кадром. Из-за медленного тепма съемок и длительного периода монтажа, фильм вышел на экраны лишь в 1978 году. Он имел кассовый успех и получил признание критики. Фильм «Дни Жатвы» получил статус культового, премию Национального совета кинокритиков США за лучший фильм, приз за лучшую режиссуру на Каннском кинофестивале, премия «Оскар» за лучшую операторскую работу и впоследствии был включен в Национальный реестр фильмов. Игра Линды Манц получила отличные отзывы. Критик Роджер Эберт заявил, что голос Линды звучит совершенно аутентично и бесподобно.
Положительные оценки и признание критиков дали толчок к развитию кинокарьеры Манц. Летом 1978 года Линда узнала о предстоящих съемках фильма в Нью-Йорке и отправила свою фотографию кинопродюсеру Скотту Рудину для участия в кастинге в процессе производства фильма «Странники». Манц прошла кастинг и получил одну из главных роль в фильме, съемки которого состоялись осенью 1978 года. Фильм вышел на экраны 13 июля 1979 года, также имел кассовый успех и получил признание критики.
Фильм впоследствии получил статус культового, после чего Линда Манц закрепила свой успех. В 1979 году она получила главную роль в телесериале «Дороти», который снимался кинокомпанией «CBS», однако из-за низких рейтингов сериал был закрыт после выпуска четырёх эпизодов. После закрытия сериала, кинокомпания предложила Линде Манц исполнить роль в фильме «Поезд сирот», который вышел на телевидении и транслировался на канале «CBS» в декабре 1979 года. В этот период с Линдой Манц познакомился актёр Деннис Хоппер, который предложил Линде исполнить главную роль — подростка из социально-неблагополучной семьи в его новом фильме «Как гром среди ясного неба». Фильм был показан на Канском кинофестивале в 1980 году. Игра Линды Манс получила положительные отзывы, однако Деннис Хоппер и сам фильм были подвергнуты критике за использование в фильме сцен употребления наркотиков, сексуального насилия несовершеннолетних и инцеста. Несмотря на это, в последующие десятилетия фильм также получил статус культового и неоднократно выходил в повторный прокат. В этот период Манц покинула Нью-Йорк и переехала в Лос-Анджелес, но её карьера после переезда внезапно пошла на спад. Она исполнила главную роль в низкобюджетном фильме «Воля случая» и второстепенную роль в фильме «Государство — это я». После появления в эпизодической роли в одной из серий телесериала «Снежная Королева» в 1985 году — Линда Манц пропала с экранов и практически завершила кинокарьеру. В 1996 году её разыскал сценарист Хармони Корин. Будучи поклонником её актёрской игры, он уговорил её вернуться в кино и исполнить роль в фильме «Гуммо», который стал его режиссёрским дебютом. Фильм вышел на экраны в 1997 году и получил в основном положительные отзывы. Вернувшись в мир кинематографа, Линда Манц получила приглашение исполнить эпизодическую роль в высокобюджетном фильме Дэвида Финчера «Игра», главные роли в котором исполнили Майкл Дуглас и Шон Пенн. Несмотря на то, что фильм имел коммерческий успех и заработал в прокате 109 миллионов долларов, Линда Манц после съёмок в фильме ушла из кинематографа окончательно. Последним появлением Линды Манц на экране стали съемки в документальном фильме «2016 Original title: Along for the Ride», посвященном памяти Денниса Хоппера, который умер в 2010 году, где она поделилась воспоминаниями о работе с ним.
По поводу причин ухода актрисы из кинематографа в разные годы ходило множество различных слухов и сплетен, связанных с её болезнью и пристрастию к наркотическим средствам. В 1997 году, во время одного из интервью она опровергла большинство слухов. Манц заявила, что после переезда из Нью-Йорк в Лос-Анджелес она столкнулась с большой конкуренцией, так как по её словам киноиндустрия в Лос-Анджелесе была развита намного выше чем в Нью-Йорке и в городе было сконцентрировано рекордное количество актёров и различных представителей шоу-бизнеса. Манц признавалась в том, что у неё на тот момент отсутствовали агент и менеджер, вследствие чего её карьера в Лос-Анджелесе пошла на спад, она потерялась среди нового поколения молодых актёров, получивших известность в начале и середине 1980-х, после чего потеряла популярность, вышла замуж за кинооператора Бобби Гатри, родила трех сыновей и решила полностью посветить себя семье и воспитанию детей.
Большой поклонницей таланта Линды Манц являлась актриса Хлоя Севиньи, которая снималась с ней в фильме «Гуммо». Севиньи утверждала что Линда Манц являлась её любимой актрисой, под влиянием игры которой она в свою очередь также решила стать актрисой. В 2019 году Севиньи развернула кампанию в СМИ за восстановление и выпуск в повторный прокат фильмов, где Линда Манц исполнила главные роли.

## Смерть
После завершения кинокарьеры Линда Манц вела уединённый образ жизни и избегала публичности. Вместе с мужем и детьми актриса долгие годы проживала в трейлерном парке на территории города Антелоп Вэлли (штат Калифорния). В 2010-х у неё начались проблемы со здоровьем. У неё был диагностирован рак лёгких, от осложнений которого она умерла 14 августа 2020 года, за шесть дней до своего 59-го дня рождения в городе Палмдейл (штат Калифорния).